# Каюзак (Тарн)
Каюза́к (фр. Cahuzac, окс. Caüsac) — коммуна во Франции, находится в регионе Юг — Пиренеи. Департамент — Тарн. Входит в состав кантона Ла-Монтань-Нуар. Округ коммуны — Кастр.
Код INSEE коммуны — 81049.

## География

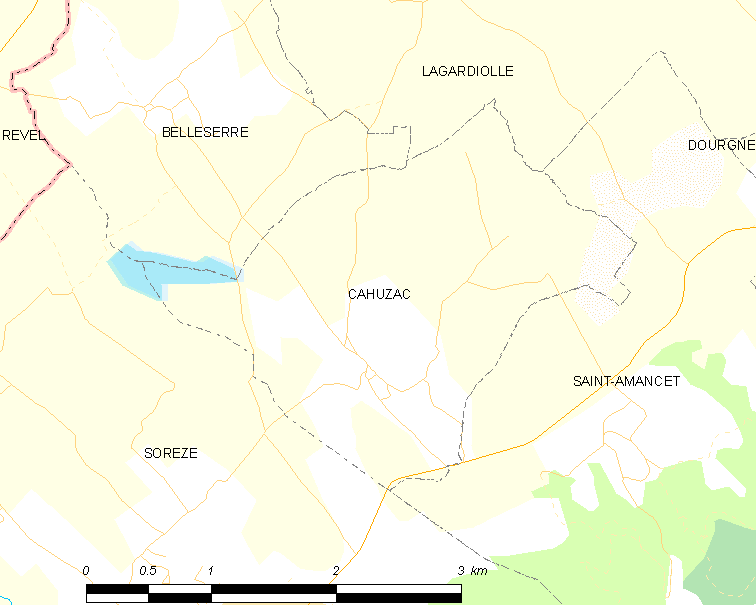
Карта коммуны

Коммуна расположена приблизительно в 600 км к югу от Парижа, в 55 км восточнее Тулузы, в 55 км к югу от Альби.

## Климат
Климат умеренно-океанический. Зима мягкая и дождливая, лето жаркое с частыми грозами. Ветры довольно редки.

## Население
Население коммуны на 2010 год составляло 359 человек.
| 1962 | 1968 | 1975 | 1982 | 1990 | 1999 | 2010 |
| ---- | ---- | ---- | ---- | ---- | ---- | ---- |
| 135  | 153  | 139  | 218  | 160  | 141  | 359  |

## Экономика
В 2007 году среди 147 человек в трудоспособном возрасте (15—64 лет) 87 были экономически активными, 60 — неактивными (показатель активности — 59,2 %, в 1999 году было 58,8 %). Из 87 активных работали 76 человек (39 мужчин и 37 женщин), безработных было 11 (4 мужчины и 7 женщин). Среди 60 неактивных 8 человек были учениками или студентами, 23 — пенсионерами, 29 были неактивными по другим причинам.